# دارسي دولتشي
دارسي دولتشي (بالإنجليزية: Darcie Dolce)‏ ممثلة إباحية أمريكية. ولدت يوم 10 ديسمبر 1992 في ساكرامنتو، كاليفورنيا، الولايات المتحدة.

## حياتها
ولدت دارسي عام 1992 في كاليفورنيا لعائلة من أصل إيطالي وألماني وأرميني. نشأ في مدينة فولسوم.
ظهرت لأول مرة في صناعة الإباحية في يونيو 2015 كممثلة وعملت لدى عدة شركات إنتاج.
بالإضافة إلى عملها كممثلة إباحية، تعمل دارسي دولتشي أيضًا كمنسقة دي جيه.
قامت بتصوير أكثر من 170 فيلمًا كممثلة إباحية.

## روابط خارجية
- دارسي دولتشي على موقع IMDb (الإنجليزية)
- دارسي دولتشي على موقع قاعدة بيانات الفيلم (الإنجليزية)
- دارسي دولتشي على موقع كينوبويسك (الروسية)